# Märzenbecherwald bei Ettenstatt
Der Märzenbecherwald (auch Märchenwald oder Moorholz genannt) ist ein kleiner Wald nahe Hundsdorf, einem Gemeindeteil von Ettenstatt, im mittelfränkischen Landkreis Weißenburg-Gunzenhausen. Er liegt an einem Albrandhang der Fränkischen Alb und ist ein ausgewiesenes Naturschutzgebiet. Seinen Namen verdankt der Ort dem häufigen Vorkommen der Frühlingsblume Märzenbecher. 
Es handelt sich um das größte Vorkommen der Frühlingsknotenblume im Landkreis Weißenburg-Gunzenhausen. Das gesamte 12,4 Hektar große Gebiet wurde 1988 zum Naturschutzgebiet erklärt. Es umfasst ein etwa 500 Meter langes und 200 Meter breites Teilgebiet eines Laubhochwaldes auf einer Höhe von 480 m ü. NHN.
Der Märzenbecher wächst auf dem moorigen Boden besonders gut und bedeckt den braunen Waldboden im Frühjahr flächendeckend mit einem weißen Teppich. Der moorige Boden kommt von den vielen Quellaustritten über dem Opalinuston. Das Wasser der Albhochfläche sammelt sich im porösen Eisensandstein und tritt in zahlreichen Quellen zutage.
Jedes Jahr, abhängig von der Witterung, blüht die Blume im Märzenbecherwald zwischen Ende Februar und Anfang April. In Ettenstatt fand der Märzenbecher sogar Aufnahme in das Gemeindewappen. 
Neben dem Märzenbecher sind in dem Gebiet auch noch Buschwindröschen, Lerchensporne und Scharbockskräuter heimisch. 
Nahe dem Wald befindet sich die Steinerne Rinne von Rohrbach.
Ein weiteres derartiges Vorkommen befindet sich bei Algersdorf im Landkreis Nürnberger Land, siehe Märzenbecherwald von Algersdorf.

## Bildergalerie

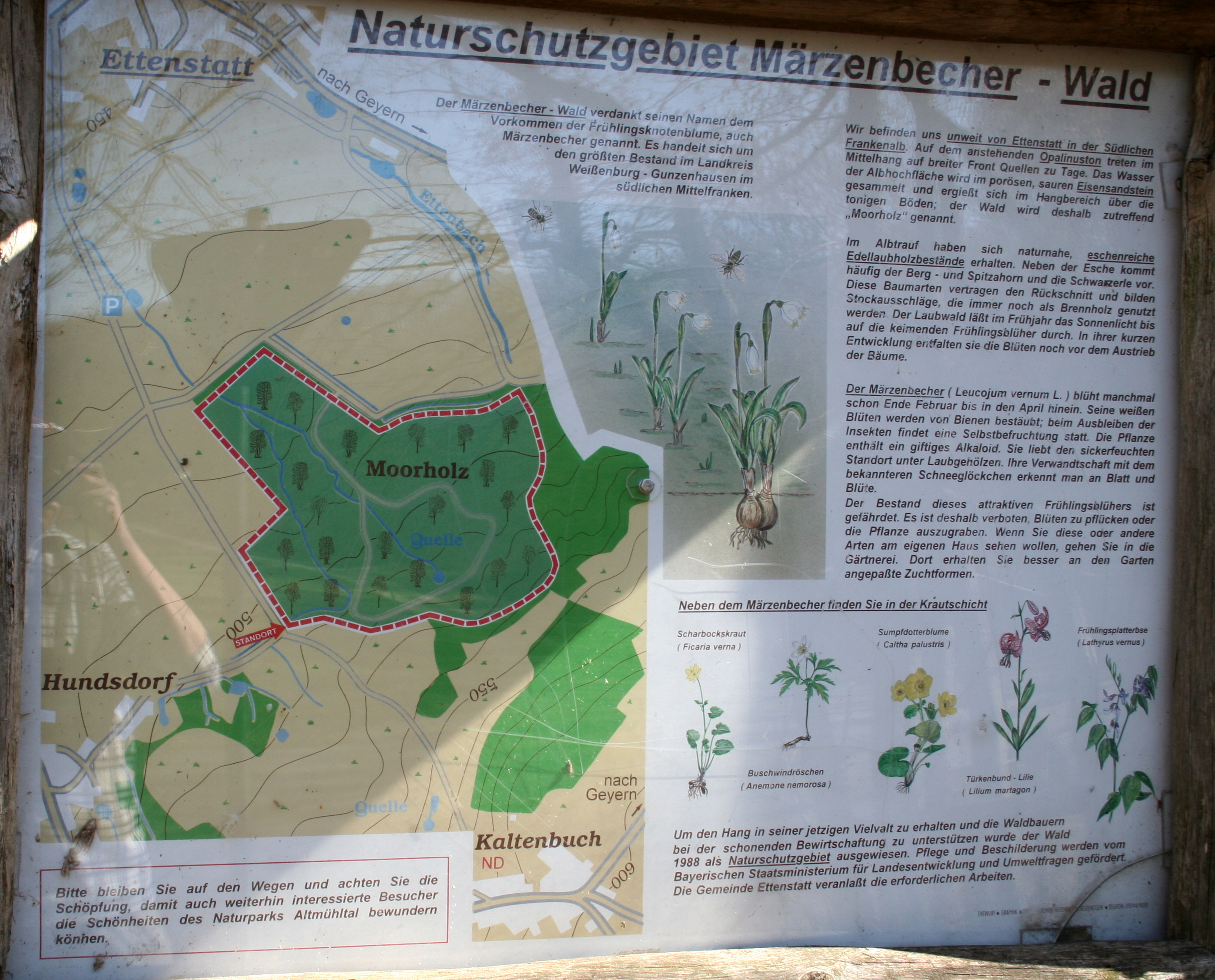
Infotafel
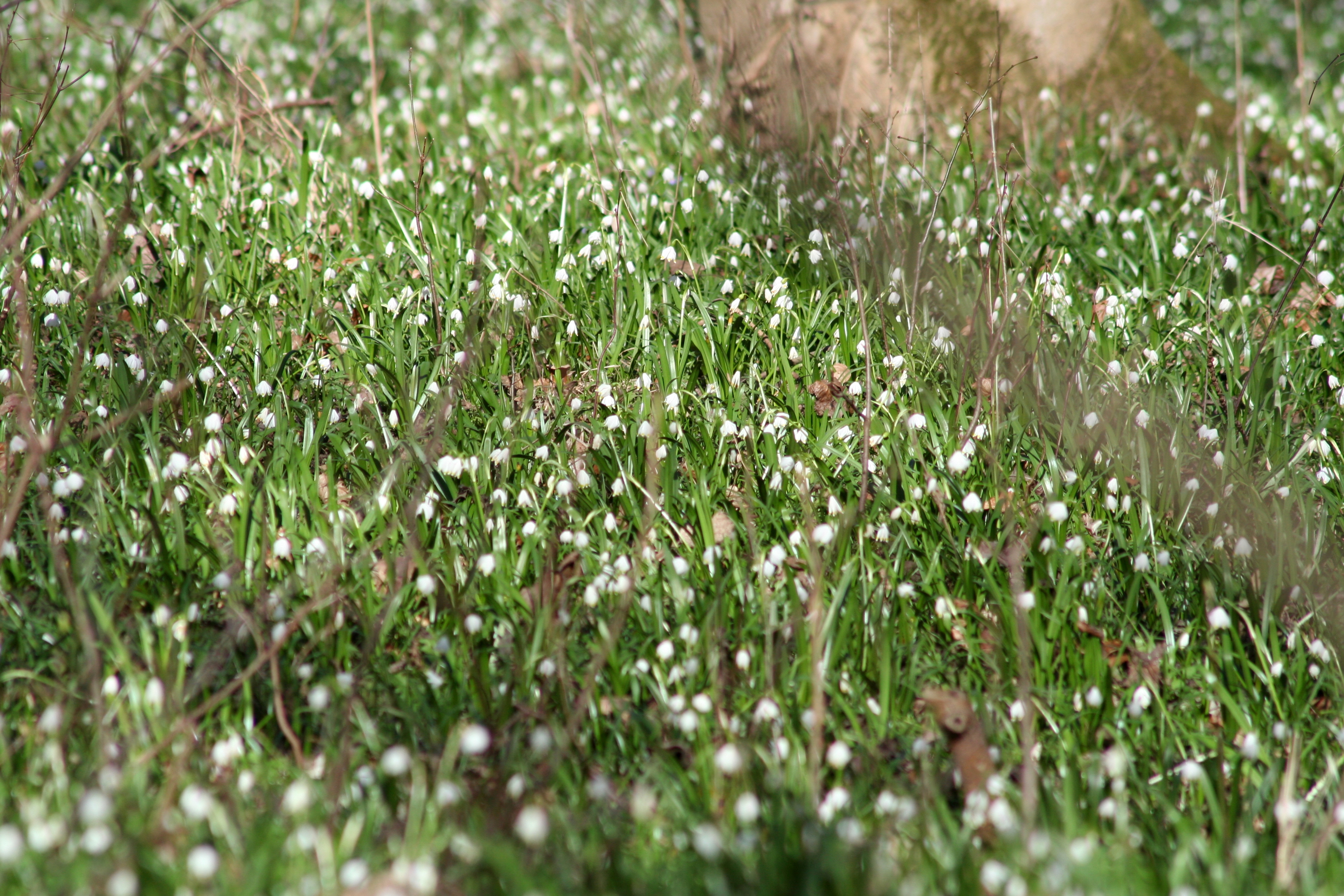
Der Wald
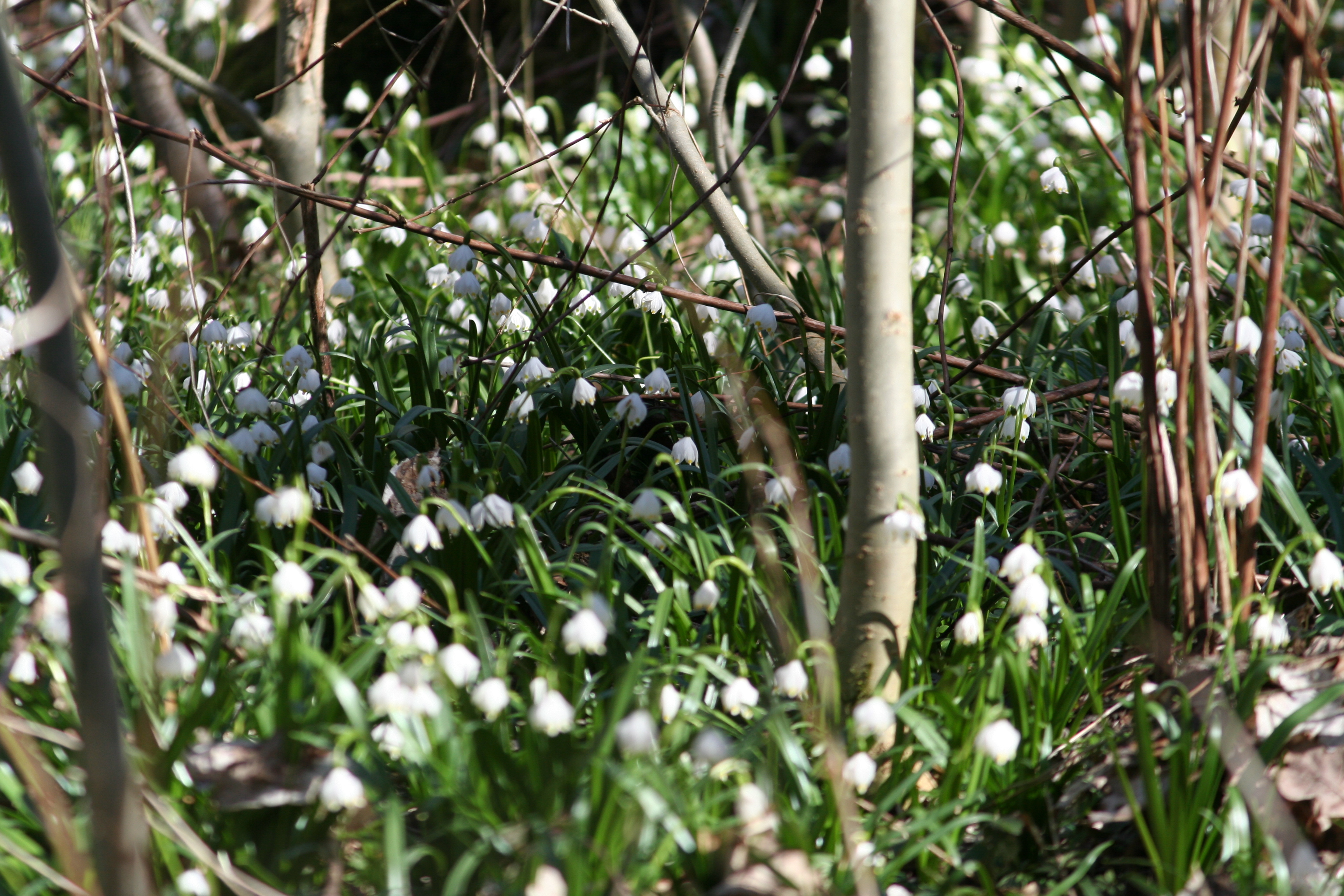
Der Wald
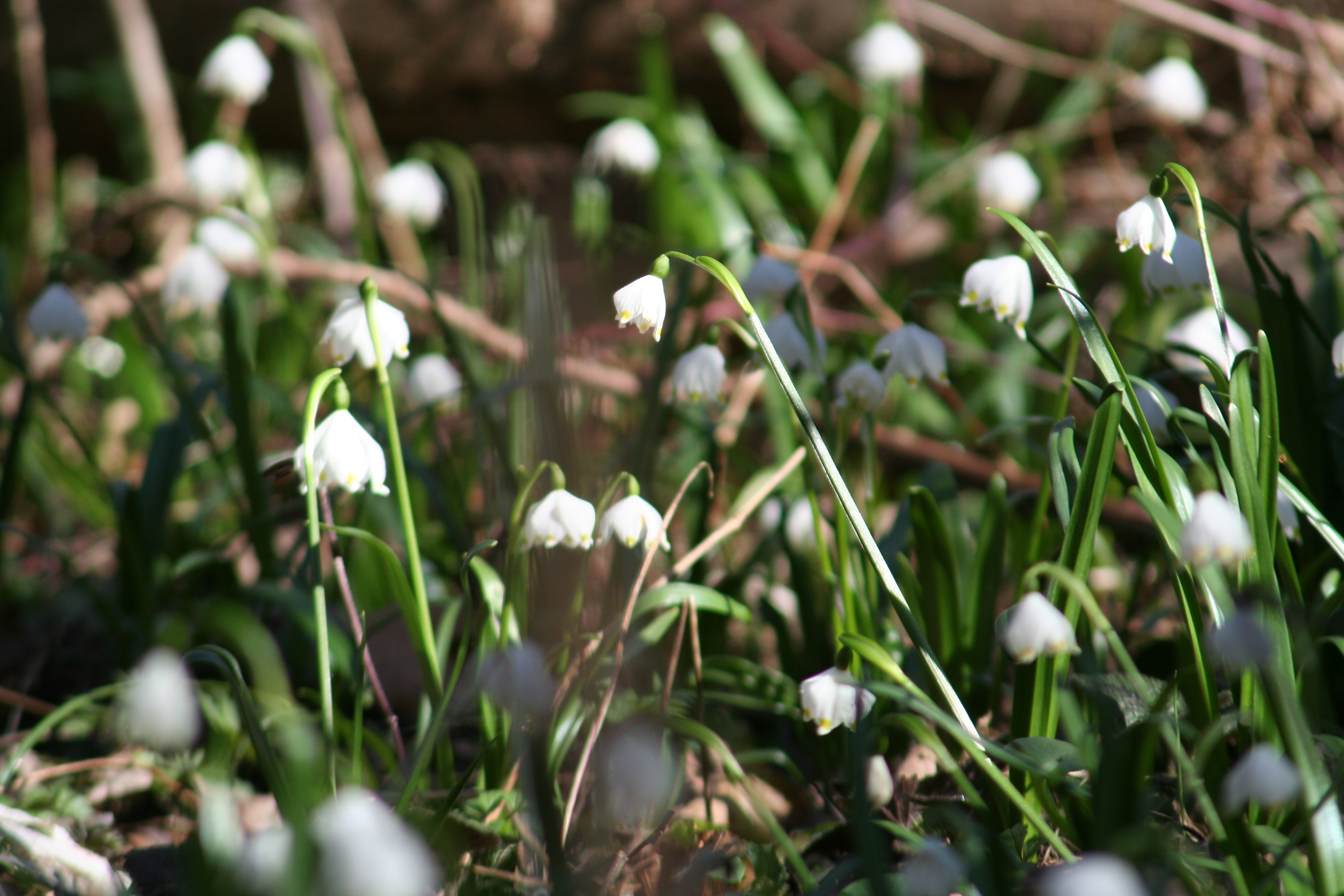
Märzenbecher
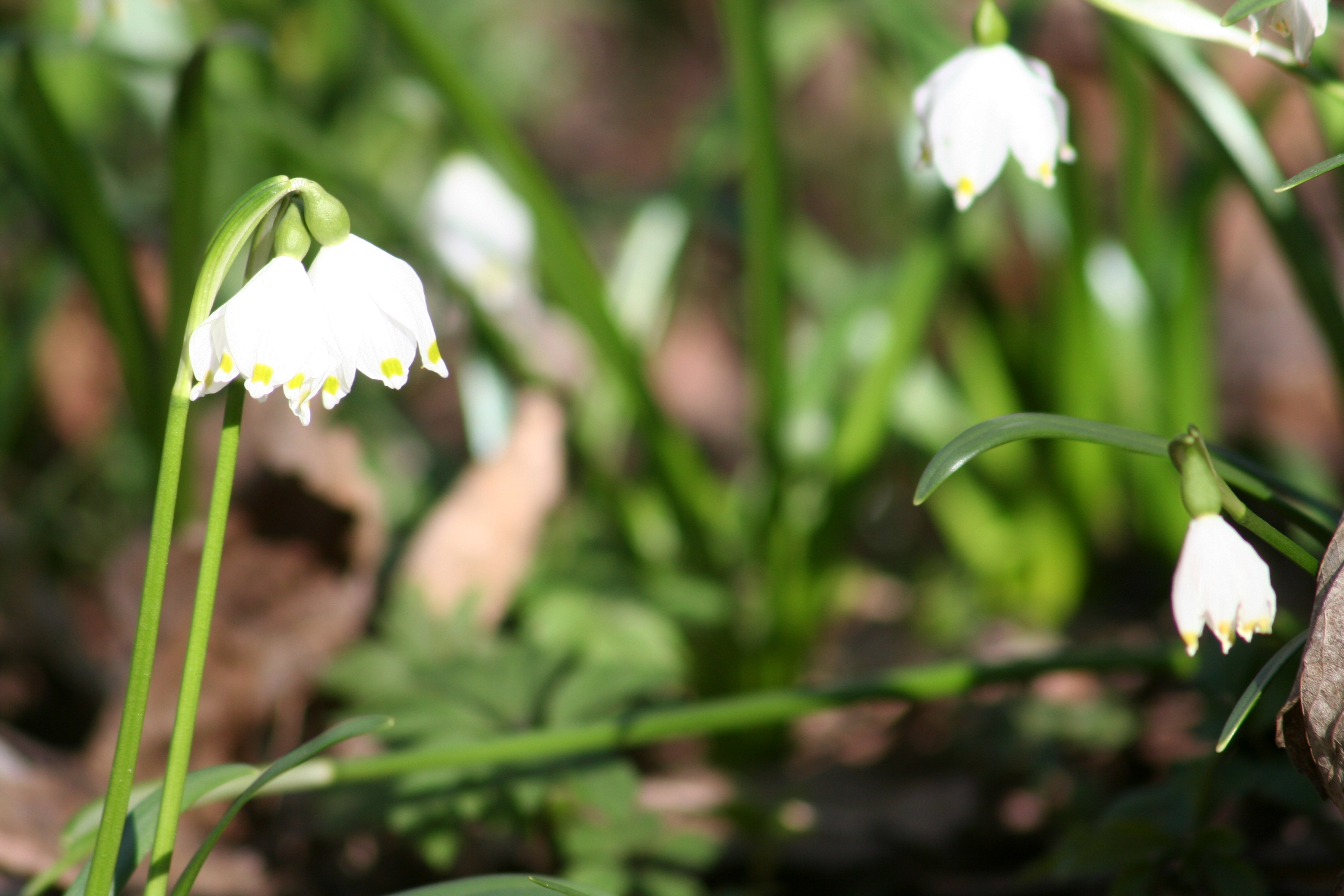
Märzenbecher